# Constitución Política de la República Peruana de 1823
La Constitución Política de la República Peruana de 1823 fue el texto constitucional elaborado por el Primer Congreso Constituyente del Perú, instalado en 1822. Era de tendencia liberal y fue promulgada por el presidente José Bernardo de Tagle el 12 de noviembre de 1823. Pero no llegó a regir pues casi de inmediato fue suspendida en todos sus artículos para no obstaculizar la labor del Libertador Bolívar, que por entonces preparaba la campaña final de la independencia del Perú. Fue restaurada en 1827, rigiendo hasta 1828, cuando lo reemplazó una nueva Constitución liberal.

## Antecedentes
El General José de San Martín había asumido el 3 de agosto de 1821 el poder político y militar del Perú con el título de Protector.  Al comienzo de la República faltaba una Constitución política y mientras tanto, rigió un Reglamento provisorio, reemplazado después por un Estatuto.
El 27 de diciembre de 1821, San Martín convocó por primera vez a la ciudadanía con el fin que eligiera libremente un Congreso Constituyente, con la misión de establecer la forma de gobierno que en adelante regiría al Perú, así como una Constitución Política adecuada.
El Primer Congreso Constituyente del Perú se instaló en Lima el 20 de septiembre de 1822; entre sus miembros se contaban los más destacados miembros del clero, el foro, las letras y las ciencias. Ante este congreso, San Martín renunció al protectorado y se alistó para abandonar el Perú.
Los legisladores empezaron a realizar su principal labor: la redacción de la Primera Constitución del Perú independiente; asimismo, encargaron el poder ejecutivo a un grupo de tres legisladores, que conformaron un cuerpo colegiado denominado la Suprema Junta Gubernativa (integrada por José de La Mar, Manuel Salazar y Baquíjano y Felipe Antonio Alvarado).
El primer paso de la labor de la Constituyente fue la elaboración de las «Bases de la Constitución Política», a manos de una comisión del Congreso, integrada por los diputados Justo Figuerola, Francisco Xavier de Luna Pizarro, José Joaquín de Olmedo, Manuel Pérez de Tudela e Hipólito Unanue. Estas «bases» fueron promulgadas por la Junta Gubernativa el 17 de diciembre de 1822; constaban de 24 artículos, que a grandes rasgos, declaraban que todas las provincias del Perú, reunidas en un solo cuerpo, formaban la nación peruana, que a partir de entonces se denominaría «República Peruana»; asimismo, establecía que la soberanía residía en la Nación, siendo independiente de la monarquía española y de cualquier otro tipo de dominación extranjera; su religión sería la católica, con exclusión de cualquier otra; y en cuanto al Poder Nacional, estaría dividido en tres poderes, el Legislativo, el Ejecutivo y el Judicial.

## Acontecimientos políticos

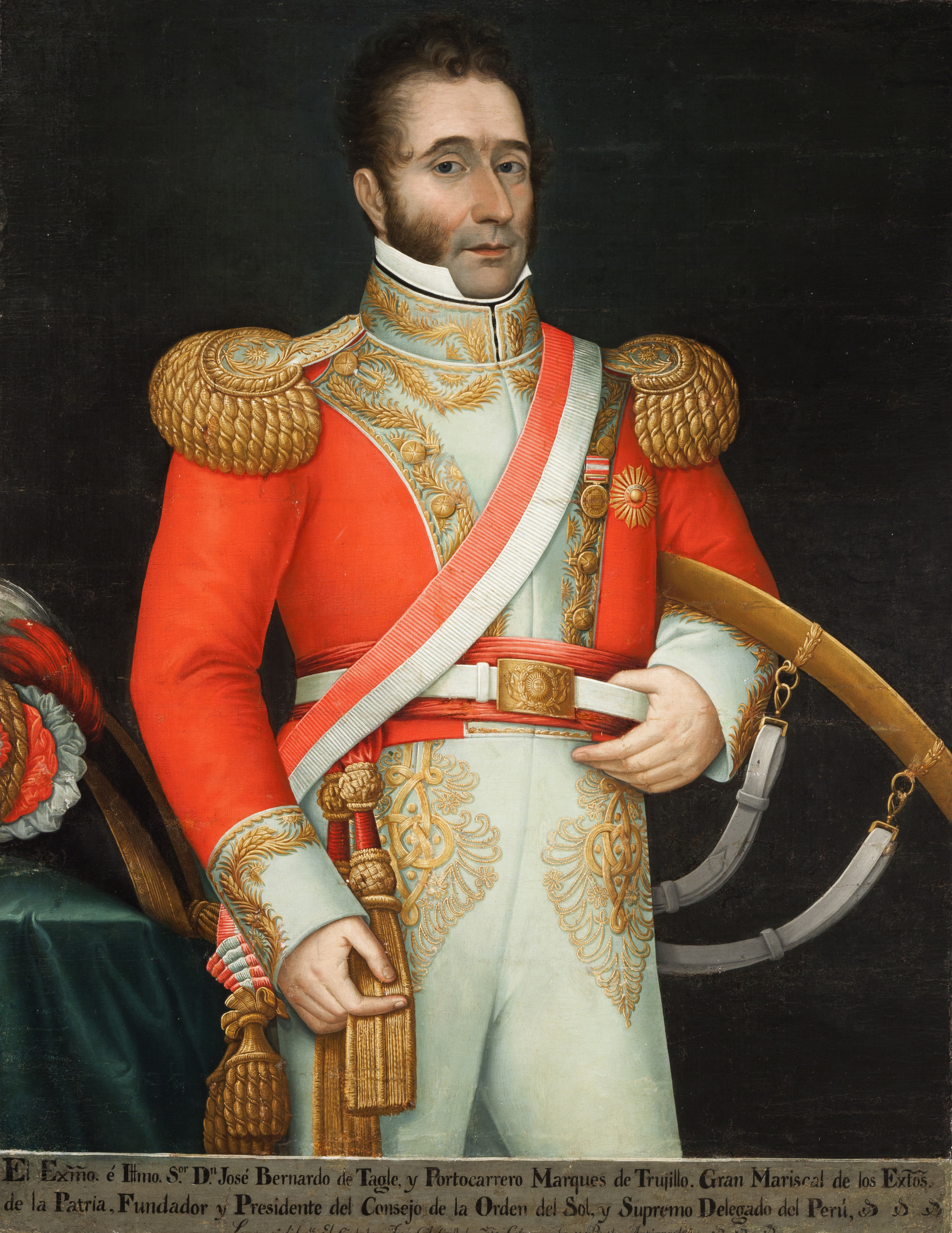
José Bernardo de Tagle, marqués de Torre Tagle. Segundo Presidente del Perú.

Mientras los legisladores redactaban la carta política, ocurrieron importantes cambios políticos en el Perú. La Junta Gubernativa fue depuesta y en su lugar asumió José de la Riva Agüero, como primer presidente de la República peruana. Nuestro primer Mandatario quiso concluir sin ayuda foránea la guerra de la independencia del Perú, pero fracasó. La llamada Segunda Campaña de Intermedios no terminó bien.
Estalló enseguida la discordia entre el Congreso y Riva Agüero (1823). El Congreso resolvió que se trasladasen a Trujillo los poderes Ejecutivo y Legislativo; creó además un Poder militar que confió al general venezolano Antonio José de Sucre (que había llegado al Perú en mayo de ese año), y envió una delegación a Colombia para que solicitara la colaboración personal de Simón Bolívar en la guerra contra los españoles (19 de junio). Enseguida, el mismo Congreso concedió a Sucre facultades iguales a las de Presidente de la República mientras durara la crisis, y el día 23 de junio dispuso que Riva Agüero quedara exonerado del mando supremo.
Riva Agüero no acató tal disposición y se embarcó hacia Trujillo con parte de las autoridades. Mantuvo su investidura de Presidente, decretó la disolución del Congreso (19 de julio), creó un Senado integrado por diez diputados y organizó tropas. Mientras que en Lima, el Congreso fue nuevamente convocado por el presidente provisorio José Bernardo de Tagle, el 6 de agosto de 1823. Este Congreso reconoció a Tagle como Presidente de la República.
En medio de esa grave crisis, en el que dos presidentes se disputaban el poder, Tagle promulgó la Constitución, el 12 de noviembre de 1823. Poco después Riva Agüero fue encarcelado y deportado, unificándose así el mando del país en torno a Bolívar, mientras que Tagle quedaba reducido a figura decorativa.

## El «discurso preliminar»
Previa a la promulgación de esta carta constitucional, se elaboró un Discurso Preliminar, documento suscrito por ocho diputados, a saber: Toribio Rodríguez de Mendoza, Carlos Pedemonte, Justo Figuerola, José Faustino Sánchez Carrión, José Gregorio Paredes, Francisco Javier Mariátegui, Hipólito Unanue y José Pezet. Los seis primeros habían sido maestros del Convictorio de San Carlos.

## Estructura
Esta carta política constaba de 194 artículos, divididos en tres secciones, con sus correspondientes capítulos. La primera sección trataba sobre la nación, el territorio, la religión y la ciudadanía; la segunda, sobre la forma de gobierno y los poderes que lo integraban; y la tercera, sobre los medios de conservar el gobierno.
- Sección Primera: De la Nación:
  - Capítulo I: La nación peruana.
  - Capítulo II: Territorio.
  - Capítulo III: Religión.
  - Capítulo IV: Estado político de los peruanos.
- Sección Segunda: Del Gobierno.
  - Capítulo I: Su forma.
  - Capítulo II: Poder Electoral
  - Capítulo III: Poder Legislativo.
  - Capítulo IV: Formación y promulgación de las leyes.
  - Capítulo V: Poder Ejecutivo.
  - Capítulo VI: Ministros de Estado.
  - Capítulo VII: Senado conservador.
  - Capítulo VIII: Poder Judiciario.
  - Capítulo IX: Régimen interior de la República.
  - Capítulo X: Poder Municipal.
- Sección Tercera: De los medios de conservar el gobierno.
  - Capítulo I: Hacienda pública.
  - Capítulo II: Fuerza Armada.
  - Capítulo III: Educación pública.
  - Capítulo IV: Observancia de la Constitución.
  - Capítulo V: Garantías Constitucionales.

## Principales artículos
La Constitución de 1823, de inspiración liberal, se basaba en la soberanía popular: «La soberanía reside esencialmente en la nación, y su ejercicio en los magistrados, a quienes ella ha delegado sus poderes.» (Artículo 3). 
Esta Constitución estableció:
- El sistema republicano de gobierno, quedando así relegada definitivamente la posición monarquista, que defendiera anteriormente San Martín.
- La restricción del concepto de Patria a lo nacional al disponer que: «Son peruanos, todos los hombres libres nacidos en el territorio del Perú» (Artículo 10, inciso 1).
- La división de los poderes del Estado en tres: Legislativo, Ejecutivo y Judiciario (judicial).
  - El Legislativo estaría representado por un Congreso, llamado Congreso del Perú, de naturaleza unicameral, que sería el único que tendría la iniciativa de dar leyes.
  - Se establecía también un Senado, entidad administrativa de supervigilancia, distinto del legislativo y del ejecutivo.
  - El Ejecutivo estaría en manos de un Presidente de la República, que debía contar con tres ministros: uno de Gobierno y de Relaciones Exteriores, otro Guerra y Marina, y otro de Hacienda.
  - El poder Judiciario la conformarían los tribunales de Justicia y juzgados subalternos, a la cabeza de los cuales estaría la Suprema Corte de Justicia con sede en Lima.
- La inclusión de todas las garantías constitucionales, menos la libertad religiosa (salvo el culto privado): 
  - La libertad civil.
  - La seguridad personal y la del domicilio.
  - La igualdad ante la ley para el premio o el castigo.
  - La buena opinión o fama del individuo, mientras no se le declare delincuente conforme a las leyes.
  - El derecho de propiedad.
  - El secreto de las cartas.
  - La libertad de imprenta.
  - La libertad de la agricultura, industria, comercio y minería.
  - El derecho individual de presentar peticiones o recursos al Congreso o al gobierno.
- La elección de los gobiernos municipales, por obra de los colegios electorales de parroquia.
- El principio de que nadie nace esclavo en el Perú, ni puede entrar en esa condición, suprimiéndose el tráfico negrero.
- La abolición de los empleos y privilegios hereditarios.
- La abolición del tormento.
- La abolición de las confiscaciones de bienes y toda pena cruel y de infamia trascendental.
- El reconocimiento de la instrucción como una necesidad común que la República debía a todos los ciudadanos, debiendo fundarse universidades en las capitales de departamentos y escuelas de instrucción primaria en localidades más pequeñas.
- La división de la fuerza armada en ejército de línea, milicia cívica y guardia de policía.

## Breve vigencia
Irónicamente, un día antes que esta Constitución fuera promulgada por el presidente Tagle, el mismo Congreso dispuso la suspensión de sus artículos que fueran incompatibles con las facultades otorgadas al libertador Bolívar, que ya se hallaba en camino de instaurar la dictadura. Por ello, en la práctica, mientras duró la dictadura bolivariana, no estuvo en vigor ni un solo día.
Años después, fue restaurada el 11 de junio de 1827 por el Congreso reunido tras la caída del régimen bolivariano o vitalicio. El vicepresidente de la República Manuel Salazar y Baquíjano, encargado del Poder Ejecutivo, mandó a cumplirla el 16 de junio del mismo año. Rigió hasta el 18 de marzo de 1828, siendo reemplazada por la Constitución de 1828.

## Firmantes
- Manuel Salazar y Baquíjano, diputado por Huaylas, presidente
- Juan Antonio de Andueza, diputado por Trujillo
- Felipe Antonio Alvarado, diputado por Lima
- Toribio Rodríguez de Mendoza, diputado por Lima
- Justo Figuerola de Estrada, diputado por Trujillo
- Bartolomé de Bedoya y Valverde, diputado por Arequipa
- José de La Mar, diputado por Puno
- Hipólito Unanue, diputado por Puno
- Manuel de Arias Pérez de los Ríos, diputado por Lima
- Nicolás de Araníbar Fernández Cornejo, diputado por Arequipa
- Manuel de Salazar y Vicuña, diputado por Huaylas
- Mariano Quesada y Valiente, diputado por Trujillo
- Manuel Antonio Valdizán Feller, diputado por Tarma
- Manuel de Gárate, diputado por Huaylas
- Tiburcio José de La Hermosa, diputado por Huaylas
- Tomás Méndez y Lachica, diputado por Huamanga
- Ignacio Antonio de Alcázar, diputado por Puno
- Miguel Tafur y Zea, diputado por Cusco
- Ignacio Ortiz de Zevallos y Erazo, diputado por Lima
- Francisco de Salazar y Carrillo de Córdoba, Caballero de la Orden de Calatrava desde 1795 y diputado por Lima, virreinato del Perú en las Cortes Generales y Extraordinarias (1810-1814). diputado por Puno
- Juan Esteban Enríquez de Saldaña, diputado por Lima
- Miguel Tenorio, diputado por Cusco
- Manuel Ferreyros de la Mata, diputado por Cusco
- Mariano Navia de Bolaño, diputado por Cusco
- José de Iriarte, diputado por Tarma
- Mariano José de Arce, diputado por Arequipa
- Gregorio Luna Villanueva, diputado por Arequipa
- Juan José Muñoz, diputado por Cusco
- Francisco Javier Mariátegui, diputado por Lima
- Santiago José O'Phelan y Recabarren, diputado por Arequipa
- Francisco Agustín de Argote, diputado por Huamanga
- Marcelino de Barrios, diputado por Arequipa
- José Faustino Sánchez Carrión, diputado por Trujillo
- Laureano Lara, diputado por Cusco
- Jerónimo Agüero, diputado por Cusco
- Joaquín de Arrece, diputado por Cusco
- José Lago y Lemus, diputado por Tarma
- Pedro Pedemonte, diputado por Cusco
- José María Galdeano y Mendoza, diputado por Puno
- Joaquín Paredes, diputado por Cusco
- Pedro Antonio Alfaro de Arguepas, diputado por Arequipa
- Francisco Javier Pastor, diputado por Arequipa
- Mariano Carranza, diputado por Tarma
- José Mendoza, diputado por Huamanga
- Juan Zevallos, diputado por Cusco
- Manuel Antonio Colmenares, diputado por Huancavelica
- Carlos Pedemonte, diputado por Tarma
- Esteban Navia y Quiroga, diputado por Cusco
- Domingo de Orué y Mirones, diputado por Puno
- Tomás Forcada, diputado por Lima
- Toribio de Alarco, diputado por Huancavelica
- José Bartolomé Zárate, diputado por Huamanga
- Ánselmo Flores, diputado por Arequipa
- José Gregorio Paredes, diputado por Lima
- Manuel Muelle, diputado por Huaylas, secretario
- Miguel Otero, diputado por Tarma, secretario